# Sensation Hunters (1933)
Sensation Hunters is een Amerikaanse dramafilm uit 1933 onder regie van Charles Vidor. Destijds werd de film in Nederland uitgebracht onder de titel De dansgirls van Panama.

## Verhaal
Dale Jordan is werkzaam als danseres op een lijnboot naar Panama. Ze leert er de mijningenieur Tom Baylor kennen, maar haar nieuwe liefde moet bij aankomst in Panama meteen vertrekken naar het binnenland. Dale maakt vervolgens kennis met Jerry Royal, de eigenares van een schoonheidssalon.

## Rolverdeling
| Acteur           | Personage                |
| ---------------- | ------------------------ |
| Arline Judge     | Jerry Royal              |
| Preston Foster   | Tom Baylor               |
| Marion Burns     | Dale Jordan              |
| Kenneth MacKenna | Jimmy Crosby             |
| Juanita Hansen   | Trixie Snell             |
| Creighton Hale   | Fred Barrett             |
| Cyril Chadwick   | Upson                    |
| Nella Walker     | Mevrouw Grayson          |
| Harold Minjir    | Hal Grayson              |
| Finis Barton     | Juffrouw Grayson         |
| Zoila Conan      | Meisje met drankprobleem |
| Sam Flint        | Scheepskapitein          |
| Walter Brennan   | Stotterende ober         |